# Dinopilio
Genre
Dinopilio est un genre fossile d'araignées de la famille des Pyritaraneidae.

## Distribution
Les espèces de ce genre ont été découvertes à Rakovník en République tchèque et dans le Kent en Angleterre. Elles datent du Carbonifère.

## Liste des espèces
Selon The World Spider Catalog 19.5 :
- † Dinopilio gigas Frič, 1904
- † Dinopilo parvus Petrunkevitch, 1953

## Publication originale
- Frič, 1904 : Palaeozoische Arachniden. A Frič, Prague, p. 1-85 (de).